# Antizipation (Stilistik)
Die Antizipation (lat. anticipātiō „die Vorwegnahme“) bzw. Prolepse (altgriechisch πρόληψις prólēpsis, deutsch ‚Vorwegnahme‘) bezeichnet in der Terminologie der neuzeitlichen (!) Stilistik „häufig in der Dichtung, besonders in der griechischen Tragödie, eine Eigenschaft, die dem regierenden Substantiv noch nicht zukommt, sondern durch die Verbalhandlung erst entsteht“, also die Vorwegnahme eines Ereignisses, einer Absicht oder Folge 
- in einem adjektivischen Attribut oder einem Partizip, als wäre das Ereignis bereits eingetreten; vgl. Vergil, Aeneis I,69: submersas … obrue puppis – „Zerstöre die versenkten Hecke/Schiffe“ = „zerstöre die Schiffe durch Versenken“; bzw.
- durch ein Substantiv; dann „wird gewöhnlich das Subjekt einer untergeordneten Satzeinheit herausgelöst und als Objekt in die übergeordnete Satzkonstruktion eingefügt“.[3] Vgl. Herodot 3,68,2: Ὀτάνης πρῶτος ὑπόπτευεν τὸν μάγον, ώς οὐκ εἴη ὁ Κύρου Σμέρδις (Otánes prótos hypópteuen tón mágon, hós ouk eíe ho Kýrou Smérdis) – „Otanes hegte als erster den Verdacht, dass der Magier nicht Smerdis, der Sohn des Kyros sei.“

Gemäß der Terminologie der antiken Rhetorik könnte man auch von einem Anachronismus sprechen.
In der griechischen und lateinischen Literatur der Antike verbreitet, wurde es in der neuzeitlichen Dichtung wieder aufgenommen, in der deutschsprachigen Literatur besonders von Friedrich Schiller.
Beispiele:
- εὔφημον, ὦ τάλαινα, κοίμησον στόμα [eúphemon, o tálaina, koímeson stóma] (Aischylos, Agamemnon 1247) – Unglückliche, bringe zur Ruhe deinen stummen Mund = bringe zur Ruhe deinen Mund, so dass er schweigt.[4]
- ere human statute purg'd the gentle weal (Shakespeare, Macbeth 3,4,75) = purged the commonwealth and thus made it gentle.[5]
- Blindwütend schleudert selbst der Gott der Freude / Den Pechkranz in das brennende Gebäude (Schiller, Wallenstein, Die Piccolomini) – Das Gebäude wird durch den Pechkranz erst in Brand gesetzt.
- Aber ihnen schloss auf ewig / Hekate den stummen Mund. (Schiller, Hero und Leander) – Sie verstummen erst dadurch, dass Hekate ihnen den Mund schließt.
- Résolu d’accomplir ce cruel sacrifice, / J’y voulus préparer la triste Bérénice (Jean Racine, Bérénice; deutsch: „Entschlossen, dieses grausame Opfer zu bringen, wollte ich die traurige Bérénice darauf vorbereiten.“) – Bérénice wird erst nach der Unterrichtung durch Titus traurig sein.